# Sphaerichthys
Genre
Sphaerichthys est un genre de poissons de la famille des Osphronemidae. Ces espèces sont originaires d'Asie.

## Liste des espèces
Selon ITIS (1er janvier 2020) :
- Sphaerichthys acrostoma Vierke, 1979
- Sphaerichthys malayanus (Duncker, 1904)
- Sphaerichthys osphromenoides Canestrini, 1860
- Sphaerichthys selatanensis Vierke, 1979
- Sphaerichthys vaillanti Pellegrin, 1930